# فرودگاه مراکش-منارا
فرودگاه مراکش-منارا (به انگلیسی: Marrakech-Menara Airport) یک فرودگاه همگانی و نظامی باربری (۲۰۰۸) با کد یاتا RAK است که یک باند فرود آسفالت دارد و طول باند آن ۳۱۰۰ متر است. این فرودگاه در شهر مراکش کشور مراکش قرار دارد و در ارتفاع ۴۷۱ متری از سطح دریا واقع شده‌است.

## شرکت‌های هواپیمایی و مقصدهای پروازی
| شرکت‌های هواپیمایی                                     | مقصدهای پروازی |
| ----------------------------------------------------- | --- |
| آدریا ایرویز                                          | چارتر فصلی: لیوبلیانا |
| ایر عربیا مغرب                                        | فس-سایس , فرانکفورت،, گاتویک (آغاز از ۱ نوامبر ۲۰۱۷), مونپلیه - مدیترانه، شارل دوگل پاریس (آغاز از ۳۱ اکتبر ۲۰۱۷), پائو پیرنه |
| ایر فرانس                                             | شارل دوگل پاریس |
| آسترین ایرلاینز                                       | وین |
| بینتر کاناریاس                                        | گرن کناریا فصلی: تنریف شمالی |
| بریتیش ایرویز                                         | گاتویک |
| بروکسل ایرلاینز                                       | بروکسل |
| کوندور فلوگدینست                                      | دوسلدورف (آغاز از ۱۰ نوامبر ۲۰۱۷), فرانکفورت (آغاز از ۱۰ نوامبر ۲۰۱۷), هانوفر (آغاز از ۱۰ نوامبر ۲۰۱۷), مونیخ (آغاز از ۱۴ نوامبر ۲۰۱۷) |
| Corendon Dutch Airlines                               | اسخیپول آمستردام چارتر: گاردرموئن اسلو |
| ایزی‌جت                                                | بوردو–مریگناک، بریستول (پایان در ۲۴ اکتبر ۲۰۱۷), گاتویک، لیون-سینت اگزوپری، منچستر، میلانو مالپنسا، نیس کوت دازور، شارل دوگل پاریس |
| easyJet Switzerland                                   | بازل-مولوز-فرایبورگ اروپا، ژنو |
| ادلوایس ایر                                           | فصلی: زوریخ |
| یورو وینگز اجرا توسط جرمن‌وینگز                        | کلن بن |
| شبه‌جزیره ایبری                                        | مادرید-باراخاس |
| لوفت‌هانزا                                             | فرانکفورت، مونیخ |
| لوکزایر                                               | لوگزامبورگ - فیندل |
| هواپیمایی ماهان                                       | چارتر: امام خمینی |
| نروجین ایر شاتل                                       | استکهلم-آرلاندا فصلی: گاردرموئن اسلو |
| نروجین ایر شاتل اجرا توسط Norwegian Air International | کپنهاگ فصلی: هلسینکی (آغاز از ۴ نوامبر ۲۰۱۷)، مادرید-باراخاس |
| هواپیمایی قطر                                         | حمد |
| هواپیمایی پادشاهی مراکش                               | بوردو–مریگناک، محمد پنجم، لیون-سینت اگزوپری، مارسی پروانس، مونیخ، نانت آتلانتیک، نیس کوت دازور، اورلی، تولوز-بلانیاک فصلی: شاهزاده محمد بن عبدالعزیز |
| RAM Express                                           | محمد پنجم |
| رایان‌ایر                                              | بارسلونا-ال پرات، باووایس-تیلی، اوریو آل سریو، شالون واتری، بروکسل جنوب شرلروآ، بوداپست فرنک لیست (آغاز از ۳۰ اکتبر ۲۰۱۷), کلن بن (آغاز از ۳۰ اکتبر ۲۰۱۷), جان پل دوم کراکوف-بالیس (آغاز از ۳۰ اکتبر ۲۰۱۷), دول–یورا، آیندهوون، فرانکفورت-هان، هامبورگ (آغاز از ۳۰ اکتبر ۲۰۱۷), جان لنون لیورپول، لوتن لندن، استانستد لندن، مادرید-باراخاس، مارسی پروانس، نیم-الس-کامارگ-سون (آغاز از ۲ نوامبر ۲۰۱۷), پرپینیان-ریوسالت (آغاز از ۳۱ اکتبر ۲۰۱۷), پولیتیه بیار، گالیله، چمپینو، رم، سانتاندر (آغاز از ۳۰ اکتبر ۲۰۱۷), سن پابلو، تور وال دو لوآر، ترویزو (آغاز از ۲۹ اکتبر ۲۰۱۷), والنسیا، ویزه |
| هواپیمایی سعودی                                       | فصلی: ملک عبدالعزیز، شاهزاده محمد بن عبدالعزیز |
| سان‌اکسپرس دویچلند                                     | برلین شونفلد، کلن بن، دوسلدورف، فرانکفورت، هامبورگ، هانوفر، مونیخ، اشتوتگارت، وین |
| سوئیس اینترنشنال ایرلاینز                             | ژنو، زوریخ |
| تاپ پرتغال                                            | لیسبون پورتلا |
| Thomson Airways                                       | بیرمنگام، گاتویک، منچستر |
| ترانساویا.کام                                         | اگادیر المسیره، اسخیپول آمستردام، آیندهوون (آغاز از ۱ نوامبر ۲۰۱۷), مونیخ (پایان در ۲۴ اکتبر ۲۰۱۷) |
| ترنسویا فرانس                                         | لیون-سینت اگزوپری، نانت آتلانتیک، اورلی |
| TUI fly Belgium                                       | بلوونی گوگلیلمو مارکونی، بوردو–مریگناک، برست برتانی، بروکسل، کونو لوالدیگی، ناپل (آغاز از ۱ نوامبر ۲۰۱۷) , اورلی، تولوز-بلانیاک، تورین کاسله (آغاز از ۴ نوامبر ۲۰۱۷) فصلی: دوویل سنت-گیشن، لیل، لیون-سینت اگزوپری، مارسی پروانس، متز-نانسی-لورن، نانت آتلانتیک، استراسبورگ |
| ترکیش ایرلاینز                                        | چارتر: آتاترک |
| ویولینگ                                               | بارسلونا-ال پرات |